# 雷·柏奴亞
雷蒙·"雷"·柏奴亞（英語：Raymond "Ray" Parlour，1973年3月7日—）出生於英國倫敦，是一名已退役的足球員，司職中場，職業生涯由1992年起至2007年結束。曾為阿仙奴的青訓，升一隊後成為球隊主力，在2004年後加盟米杜士堡，其後在侯城退役。